# Thibo Somers
Thibo Somers (Bruges, 16 marzo 1999) è un calciatore belga, attaccante dell'Anversa.

## Caratteristiche tecniche
È un'ala destra.

## Carriera
Cresciuto nel settore giovanile del Cercle Bruges, debutta in prima squadra il 26 ottobre 2019 in occasione dell'incontro di Pro League perso 1-0 contro il Genk.

## Statistiche
Statistiche aggiornate al 12 dicembre 2020.

### Presenze e reti nei club
| Stagione        | Squadra         | Campionato      | Campionato | Campionato | Coppe nazionali | Coppe nazionali | Coppe nazionali | Coppe continentali | Coppe continentali | Coppe continentali | Altre coppe | Altre coppe | Altre coppe | Totale | Totale | Totale |
| Stagione        | Squadra         | Comp            | Pres       | Reti       | Comp            | Pres            | Reti            | Comp               | Pres               | Reti               | Comp        | Pres        | Reti        | Pres   | Reti   |        |
| --------------- | --------------- | --------------- | ---------- | ---------- | --------------- | --------------- | --------------- | ------------------ | ------------------ | ------------------ | ----------- | ----------- | ----------- | ------ | ------ | ------ |
| 2019-2020       | Cercle Bruges   | D1              | 13         | 1          | CB              | 0               | 0               |                    | -                  | -                  |             | -           | -           | 13     | 1      |        |
| 2020-2021       | Cercle Bruges   | D1              | 12         | 1          | CB              | 0               | 0               |                    | -                  | -                  |             | -           | -           | 12     | 1      |        |
| Totale carriera | Totale carriera | Totale carriera | 25         | 2          |                 | 0               | 0               |                    | -                  | -                  |             | -           | -           | 25     | 2      |        |